# Bacchante avec un singe
Bacchante avec un singe est une peinture à l'huile datée de 1627 réalisée par Hendrick ter Brugghen, peintre du siècle d'or néerlandais et conservée dans les collections du J. Paul Getty Museum au Getty Center (Los Angeles).

## Histoire
Le tableau date de 1627, comme l'indique la signature : HTBrugghen fecit / 1627. Il fait partie de la collection de l'industriel Cristoforo Crespi (en) à Milan au début du XXe siècle,, puis est acquis en 1984 par le J. Paul Getty Museum.

## Description
Le sujet du tableau est une bacchante, une adoratrice de Dionysos dans la mythologie grecque. Celle-ci est représentée penchée en avant et souriant au spectateur du tableau. Elle tient dans sa main une grappe de raisins qu'elle presse dans une coupe. En bas à gauche et comme en symétrie, un singe est en train de manger des raisins sur une autre grappe. Près du singe se trouvent d'autres fruits : une noix et une poire.

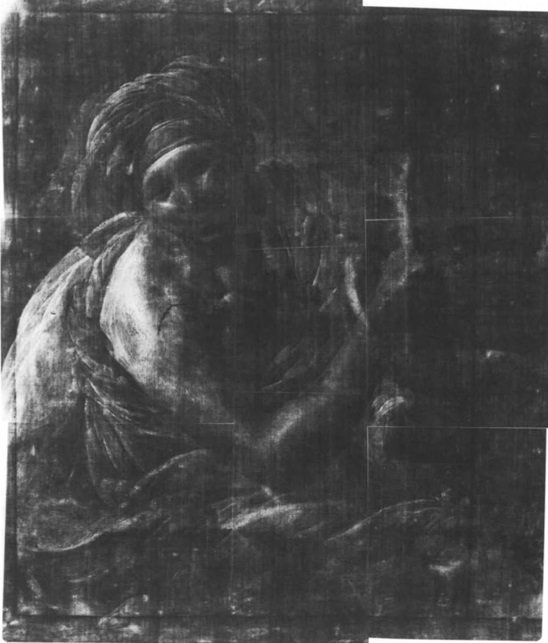
Analyse aux rayons X du tableau.

Le peintre a utilisé une palette de couleurs chaudes, tel que le rouge vif du manteau.
Une analyse aux rayons X a révélé que l'ensemble constitué du singe et des fruits ne faisait pas partie du dessin original du tableau et a été rajouté a posteriori par Ter Brugghen.

## Analyse

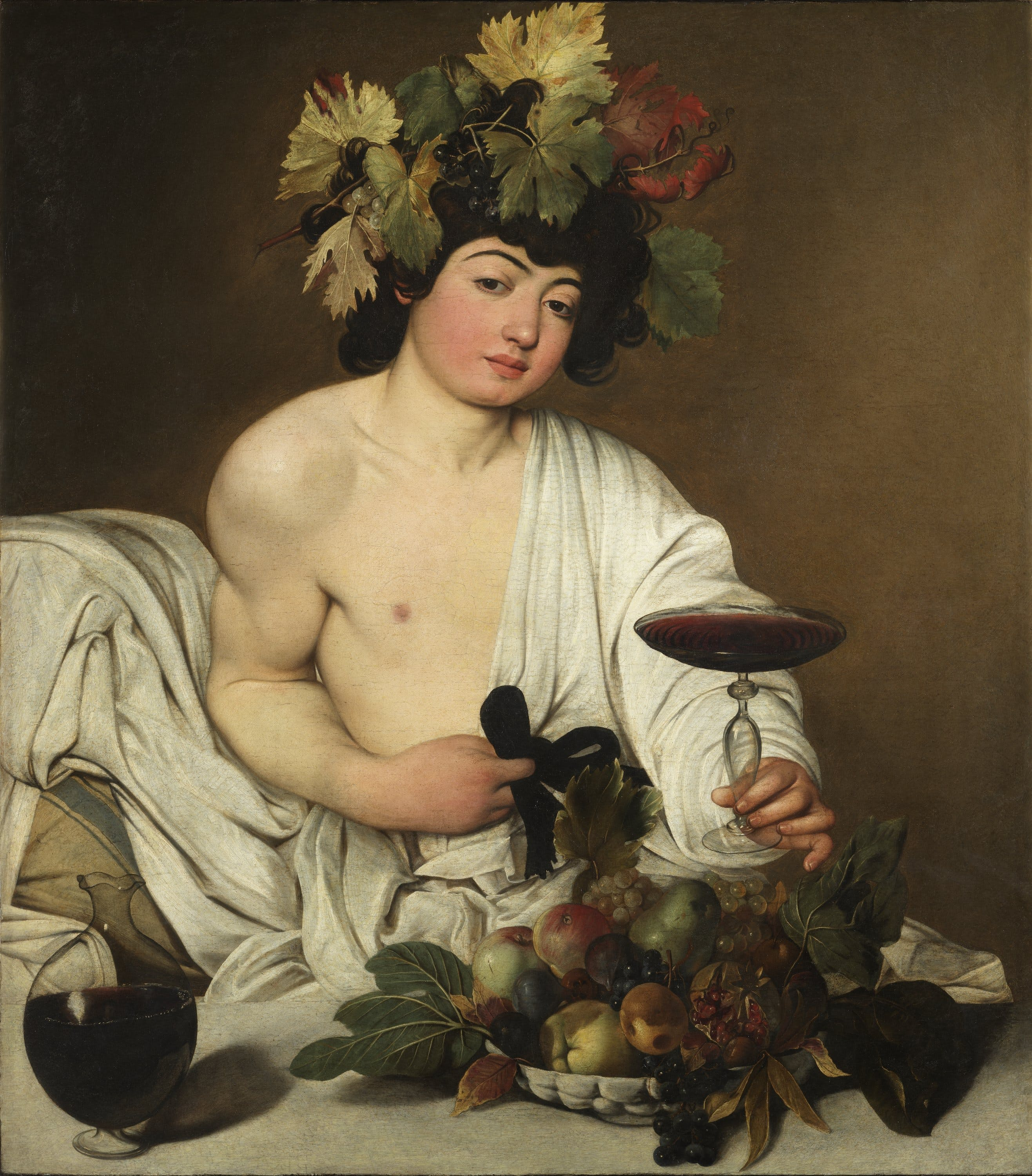
Le Caravage, Bacchus, 1598, musée des Offices (Florence).

Plusieurs interprétations du tableau, et en particulier du singe, ont été proposées. Il est possible d'y voir une allégorie du Goût ; la poire et la noix symboliseraient le bon et le mauvais goût, en tant que sens et en tant que goût esthétique. D'après une autre interprétation, le singe serait une métaphore de l'Ivresse et du Plaisir. En regardant directement le spectateur, la bacchante devient tentatrice et essaie de l'attirer vers les plaisirs des sens,. La noix, fruit souvent utilisé pour attirer les singes, est associée à la Tentation ; et la poire est réputée pour pourrir rapidement. Le singe représenterait également l'incapacité des hommes à résister aux tentations, comme celles qu'offrent la bacchante.
Cette œuvre a été rapprochée du célèbre Bacchus du Caravage, que Ter Brugghen a pu voir à Rome. Un autre tableau similaire est celui de Gerrit van Honthorst, Jeune Homme pressant une grappe de raisin (1622, Worcester Art Museum),. Dans ces deux œuvres, le sujet tenterait d'obtenir du vin en pressant simplement du raisin sans en faire fermenter le jus. Cet acte irrationnel illustrerait la folie et l'ivresse du personnage.
Le modèle de la bacchante est possiblement le même que celui sur plusieurs autres tableaux du même peintre, conservés à Utrecht, à Rome et à Bâle.

## Sources
- [Bauer 1991] (en) Linda Freeman Bauer, « Moral Choice in Some Paintings by Caravaggio and His Followers », The Art Bulletin, vol. 73, no 3,‎ 1991, p. 391-398 (JSTOR 3045812, lire en ligne)
- [Devigne 1937] Marguerite Devigne, « Un portrait de femme attribué à Hendrik Ter Brugghen », Oud Holland, vol. 54, no 6,‎ 1937, p. 263-266 (JSTOR 42710296, lire en ligne)
- [Judson 1969] (en) J. Richard Judson, « Allegory of Drinking », Worcester Art Museum News Bulletin and Calendar, vol. 34, no 5,‎ février 1969
- [van Suchtelen 1991] (en) Ariane van Suchtelen, « Hendrick ter Brugghen's "Bacchante with an Ape": The Painter's Working Method and Theme », The J. Paul Getty Museum Journal, vol. 19,‎ 1991, p. 35-42 (JSTOR 4166610, lire en ligne)